# 밴쿠버섬
밴쿠버섬(Vancouver Island) 또는 뱅쿠버섬은 캐나다 브리티시컬럼비아주의 태평양 연안에 위치한 섬이다. 남북으로의 길이는 460 km, 폭은 80 km이다. 북아메리카의 서해안에서 가장 큰 섬이다. 면적은 32,134 km2로 세계에서 43번째, 캐나다에서 11번째 크기이다. 인구는 약 130만 명으로, 캐나다에서 몬트리올섬 다음으로 사람이 많이 사는 섬이다. 섬의 이름은 1791년에서 1794년 사이에 북아메리카의 태평양 연안을 탐험했던 영국 해군 장교 조지 밴쿠버의 이름에서 왔다.

## 기후
6월 중순부터 9월까지 따뜻한 여름 날씨가 이어지며 7월 평균 기온이 21.8 °C인 빅토리아는 캐나다에서 가장 온화한 날씨를 보인다. 또한 연평균 일조 시간이 2,183시간에 이른다. 섬의 북단에 있는 포트 하디는 약간 더 서늘하고 습한 특징을 보이는데 기온은 각각 여름 17 °C, 겨울 4 °C을 보인다. 12월 ~ 3월에 걸친 섬의 겨울은 온화하고 습한 편이며, 빅토리아의 1월 평균 기온은 6.5 °C를 보인다. 봄은 3월 ~ 6월 초이며 빅토리아와 나나이모는 2월 초부터 꽃들이 만개한다. 가을은 9월 말부터 11월까지로 온화하고 선선하다.

## 같이 보기
- 캐스케이디아 섭입대